# دریک رز
دریک مارتل رز (به انگلیسی: Derrick Martell Rose) (زاده ۱۹۸۸ در ایالت ایلات متحد آمریکا) بازیکن بسکتبال حرفه‌ای اهل ایالات متحده آمریکا است که در تیم ممفیس گریزی  در لیگ ان بی ای بازی می‌کند. 
این ملی‌پوش تیم ملی بسکتبال مردان آمریکا به سبب بازی خود دارای شهرت زیادی در لیگ ان بی ای است.

## زندگی‌نامه
دریک مارتل رز در ۴ اکتبر ۱۹۸۸ (۱۲ مهر ۱۳۶۷) در شهر شیکاگو ایالت ایلینوی در کشور آمریکا به دنیا آمد. قد دریک ۱٫۹۱ و وزنش ۸۶ کیلو است. او سه برادر مسن تر از خود دارد. او بسکتبال رو از ۳ برادر خودش آموخت. او در سال ۲۰۰۳ در دبیرستان Simeon Career Academy ثبت نام کرد و تا سال ۲۰۰۷ در این دبیرستان تحصیل می‌کرد. او در سال ۲۰۰۷ تا ۲۰۰۸ در کالج ممفیس تحصیل می‌کرد.
دریک در سال ۲۰۰۸ در درفت سرتاسری ان بی ای شرکت کرد. او در همان مرحلهٔ اول توسط تیم شیکاگو بولز انتخاب گردید. از همان ابتدا شماره پیراهن رز ۱ بود و پستش هم گارد راس بود. او در فصل ۲۰۰۸–۲۰۰۹ با تیم شیکاگو با مبلغ ۴٬۸۲۲٬۸۰۰ دلار، فصل ۲۰۰۹–۲۰۱۰ با مبلغ ۵٬۱۸۴٬۴۸۰ دلار و در فصل ۲۰۱۰–۲۰۱۱ با مبلغ ۵٬۱۸۴٬۴۸۰ دلار قرارداد بست. در سال ۲۰۱۲ رز قراردادی پنج ساله به ارزش ۹۴ میلیون دلار را با شیکاگو امضا کرد.
رز در سال اول ورود به ان بی ای عنوان بهترین بازیکن تازه‌وارد را به خود اختصاص داد؛ و در سال بعد به مسابقات آل استار دعوت شد و در سال سوم حضور خود در ان بی ای عنوان ارزشمندترین بازیکن لیگ را به دست آورد.

## مصدومیت از ناحیه زانو
رز مرحله مقدماتی فصل ۱۲–۲۰۱۱ را با مصدومیت آغاز کرد ولی در اواسط فصل به تیم بازگشت و سی و نه بازی برای شیکاگو انجام داد. با کمک رز شیکاگو به عنوان تیم اول کنفرانس شرق به دور حذفی صعود کرد ولی در همان بازی اول حذفی رز به شدت دچار مصدومیت شد و رباط صلیبی اش پاره شد بعد از این مصدومیت گمانه زنیهایی حتی دربارهٔ کناره‌گیری رز از بسکتبال هم مطرح شد ولی در نهایت رز با تکذیب همه شایعات اعلام کرد فصل بعد در ان بی ای حضور خواهد داشت.
شیکاگو پس از مصدومیت رز در همان دور اول حذفی از دور مسابقات کنار رفت.
از مهارتهای رز می‌توان به سرعت بسیار بالا، بال هندلینگ عالی و پرشهایی تا طول بیش از یک متر اشاره کرد.
برخی از افتخارات دریک رز:
- ۱ – عنوان ارزشمندترین بازیکن NBA MVP در سال ۲۰۱۱
- ۲ – شرکت در روکی سال ۲۰۰۹
- ۳ – شرکت در آل استار ۲۰۱۰ و ۲۰۱۱